# Synanthedon cephiformis
Synanthedon cephiformis is een vlinder uit de familie wespvlinders (Sesiidae), onderfamilie Sesiinae.
Synanthedon cephiformis is voor het eerst wetenschappelijk beschreven door Ochsenheimer in 1808. De soort komt voor in het Palearctisch gebied.